# زراعة التمور في دار المناصير

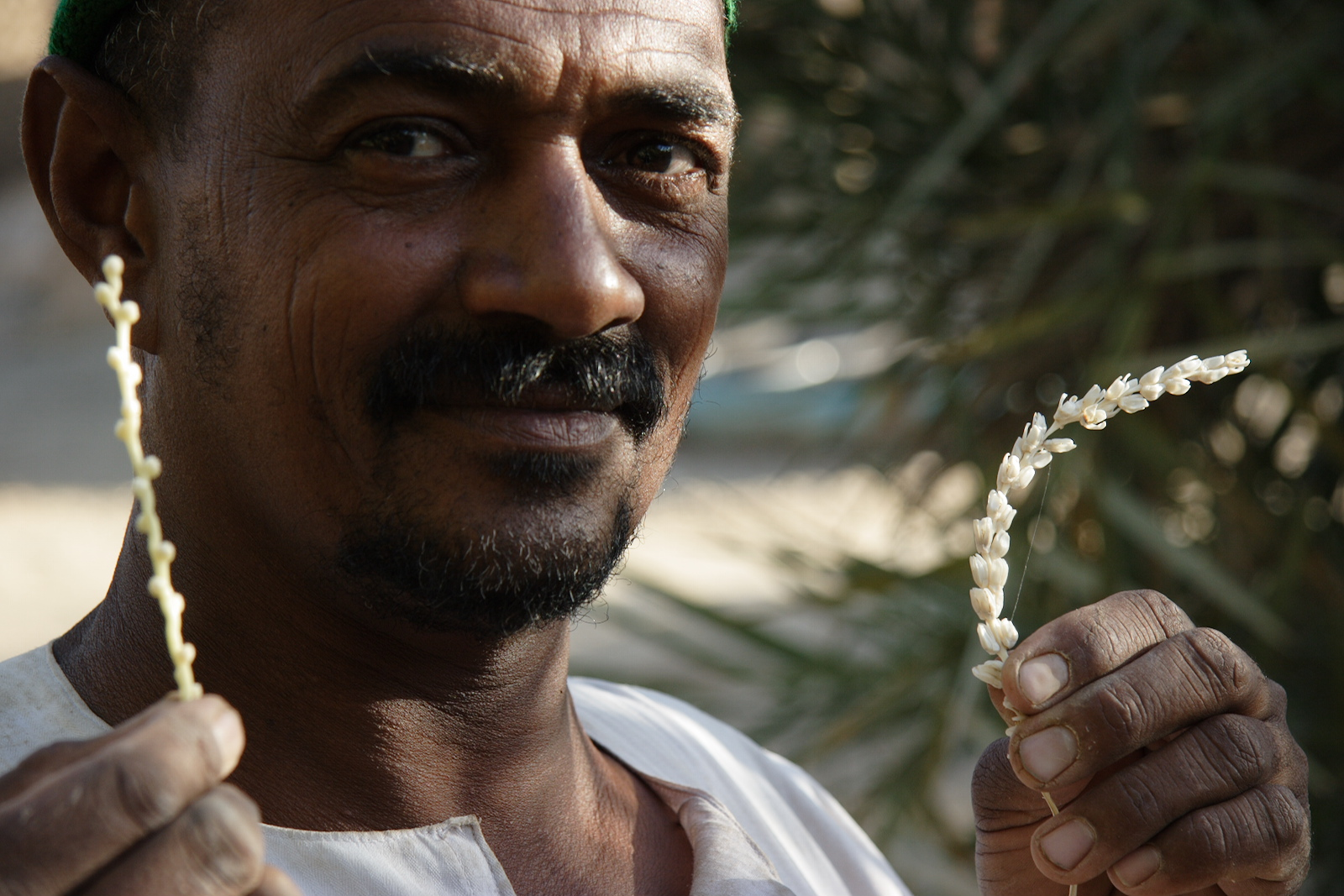
الأنثى تميم وزهرة التمر (تميم).

تزرع أشجار النخيل في السودان من الحدود المصرية في الشمال على طول النيل جنوب الخرطوم حتى سنار. بالإضافة إلى ضفاف النيل، تحدث حالات معزولة لأشجار التمر المزروعة في تلال البحر الأحمر بالقرب من بورتسودان في كسلا على طول نهر عطبرة في الصحاري حول دنقلا وأقصى الجنوب الغربي في دارفور، على سبيل المثال في وادي كتم ووادي مليط وبارة.
في جميع هذه المواقع تعتمد أشجار النخيل على المياه الجوفية التي يمكن الوصول إليها أو على الري.
تؤخذ مياه الري إما من الآبار أو من نهر النيل، حيث يتم توفيرها في الوقت الحاضر بواسطة مضخات الديزل.
السودان من بين الدول التي تنتج التمور ذات النوعية الجيدة.
تضم بلاد المحس وسوكوت ودنقلا ودار الشايقية ودار المناصير ودار الربيع ومناطق حول بوقا وبربر على طول النيل بساتين واسعة.
في كل منطقة من مناطق زراعة التمور، ينمو تكوين معين من أصناف أشجار النخيل، بما في ذلك الأنواع المتوطنة.
خلال فترة الحكم الأنجليزي المصري (1899 — 1955) تم وصف دار المناصير بأنها الحد الأقصى الجنوبي لزراعة التمر في السودان

## تصنيف الأراضي

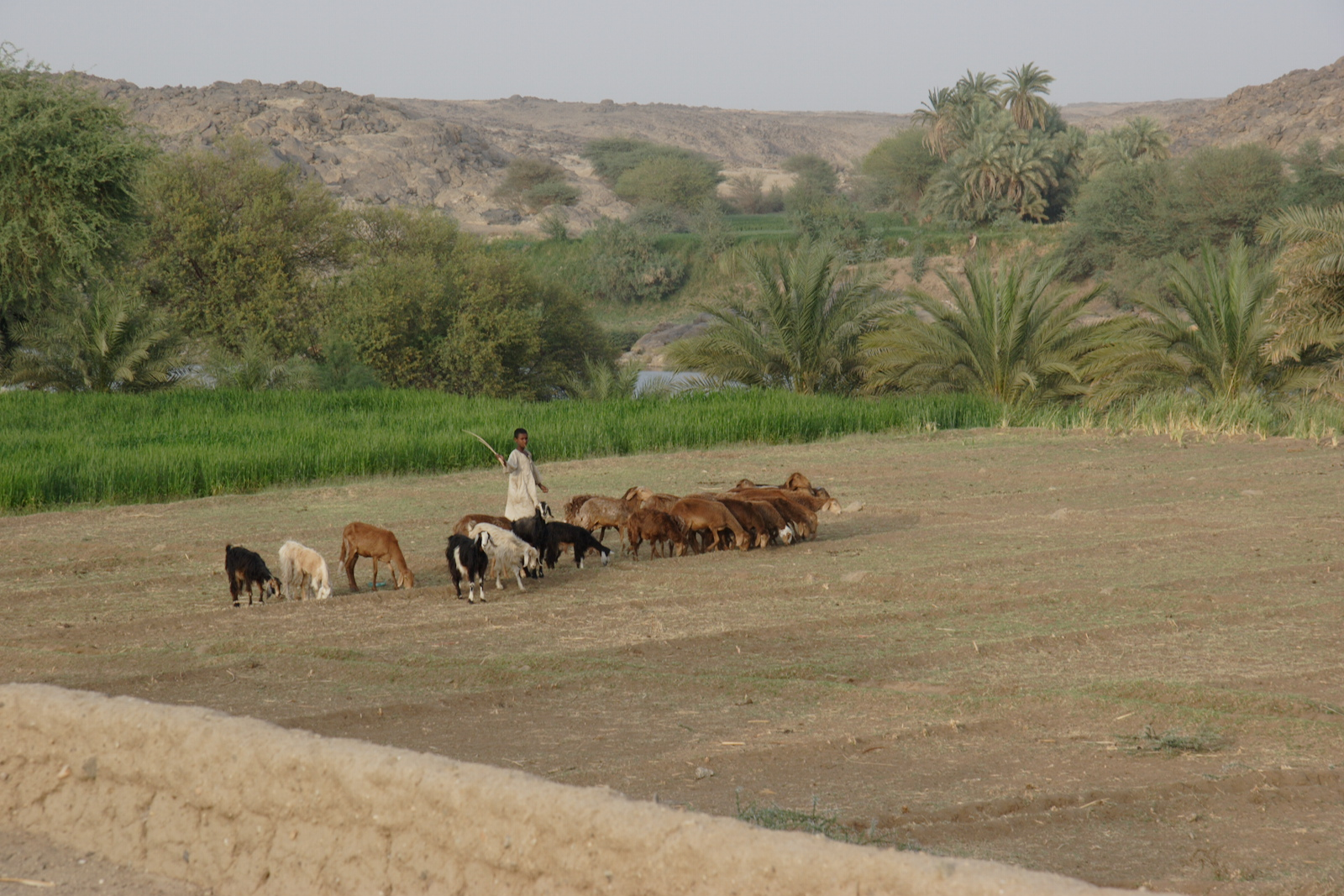
النخيل بمنطقة أشو

عند الاقتراب من دار المناصير من الصحاري المحيطة بها، فإن أكثر ما يلفت النظر في المشهد هو الشريط الأخضر الضيق المفاجئ لأشجار النخيل التي تبطن شواطئ النيل يسمى هذا الشريط من الأرض Ashu (أشو)، وعمومًا لا يزيد عرضه عن 20 مترًا. وهو يقع بين الأراضي التي غمرت بالمياه الموسميه من ضفة النهر تسمى Gerif (جرف) والتقليدية «أرض الساقية» وتسمى Saqiah (ساقية).

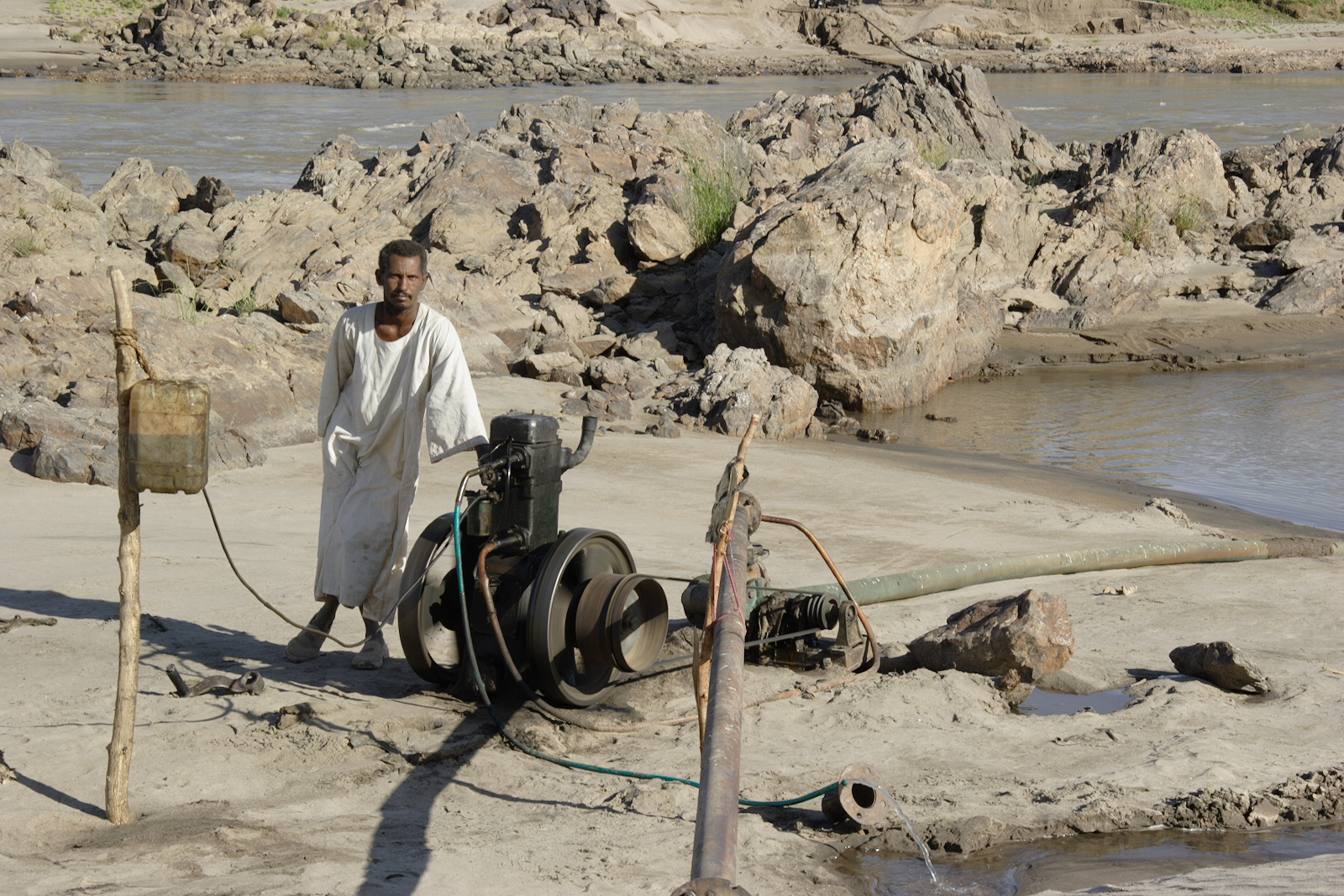
مضخة ديزل بطول النيل.

أشجار النخيل وأشجار الدوم تتكيف (دوم طيبة) تماما مع المناخ الإقليمي لدار المناصير فهي مقاومة للجفاف ويمكنها تحمل الصيف الحار والجاف للغاية والشتاء الجاف البارد، إن قرب أرض أشو من نهر النيل يجعل المياه الجوفية سهلة الوصول إليها من جذور أشجار النخيل المزروعة بالكامل على مدار العام مما يجعلها أكثر فئات الأرض قيمة.
وبما أن التمور تشكل المحصول النقدي الأكثر صلة في دار المناصير فلا تقتصر زراعته على أرض أشو فقط، بل يمتد على طول قنوات الري في أرض السقاية.
خلال السنوات الأخيرة، تم استبدال زراعة النخيل بدلا عن المحصولات الزراعية مثل القمح والفاصوليا والبامية على أرض السقاية.

## الانتشار

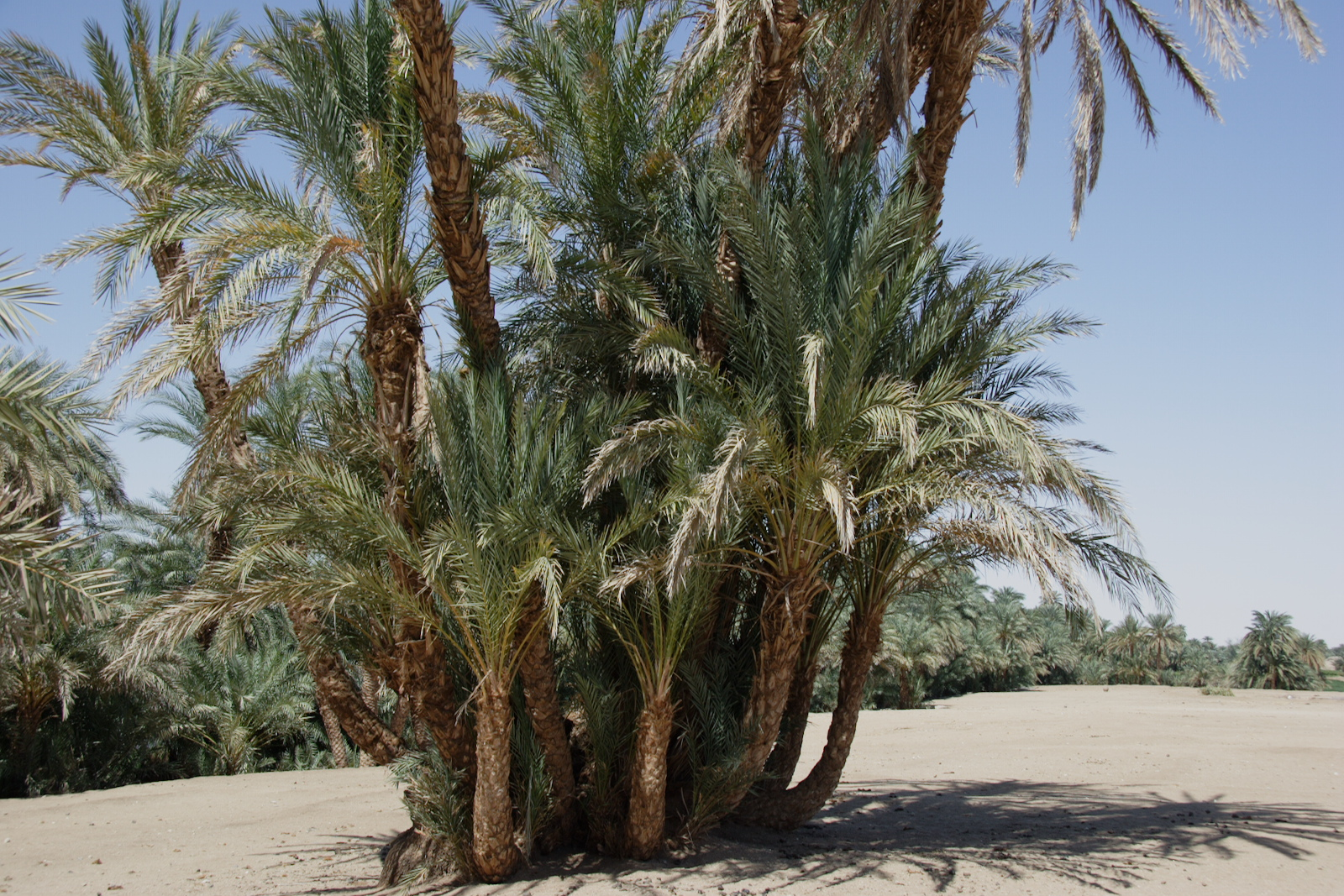
بؤرة من شجرة جاو.

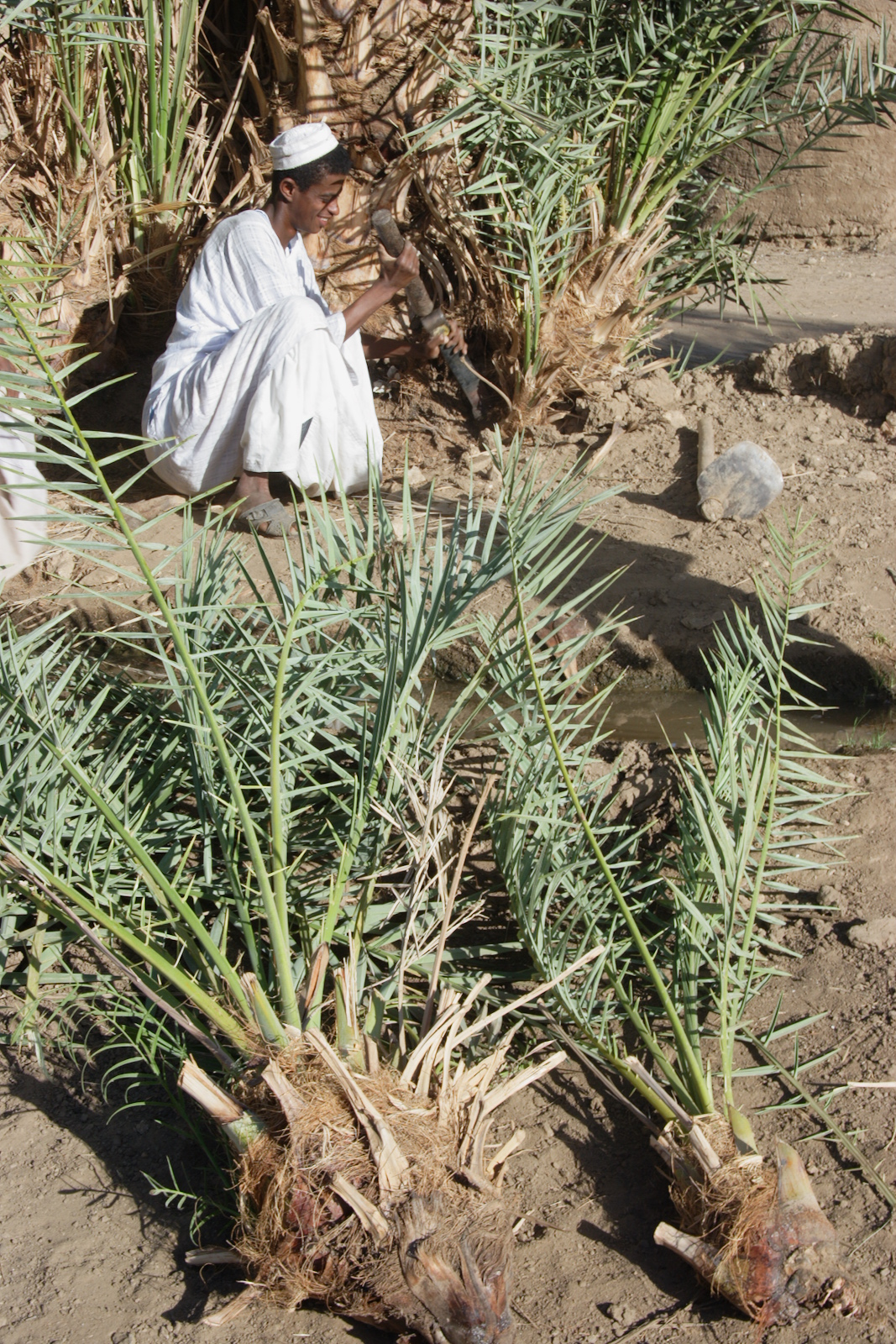
شتلات من النخيل

من أجل مضاعفة عدد الأشجار المثمرة، تتم ممارسة التكاثر الفرعي التقليدي على طول النيل في السودان. خفض الفروع تسمى شتله وتتطور من البراعم الإبطية في الجذع السفلي من النخيل الوالدين وقطع خلال موسم الربيع في وقت مبكر.
هذه الشتلات تحمل نفس الصفات الوراثية للشجرة الام وتنتج ايضاً ثمار ممتازة  تبلغ أشجار التمر في منطقة الشلال الرابع عمرًا يصل إلى 150 عامًا وتتكون في الغالب من براعم متعددة من كتلة واحدة تسمى Bu'rah أو Hufrah (بؤرة أو حفرة). يتوقف إنتاج التمور المرضي عن عمر 90 إلى 100 عام. مع زيادة العمر والارتفاع، تصبح شجرة النخيل أكثر صعوبة في التسلق من أجل التلقيح والحصاد.

## التلقيح

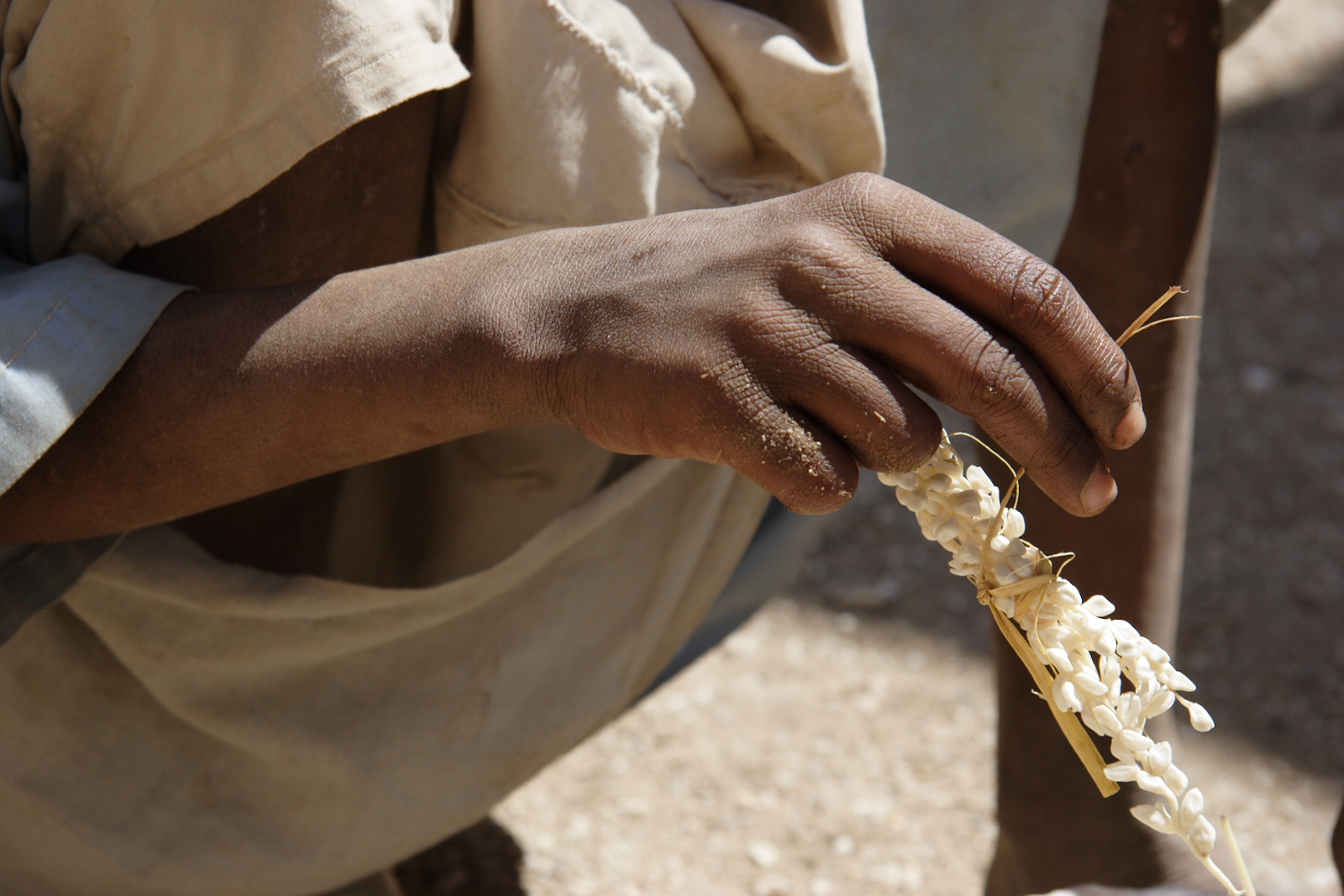
ربطة قرعة

يتم تلقيح الثمار الأنثوية في أواخر فبراير وبداية مارس وهي حسب التقويم القبطي الذي ما زالت تستخدمه المناصير للأغراض الزراعية في نهاية شهر أم شير. خلال هذا الموسم، تنقسم مذاق الذكور الشجاعين وتصل نوراتهم إلى النضج. يتم انتقاء خيوط الزهور الطازجة بعناية من عناقيد الذكور وتعبئتها في خيوط اثنين تسمى ربطة قرعة. تعتبر المناصير تنوع الذكور للشتلات القوية غير ذي صلة وتلقيح جميع أزهارها من نفس الشجرة. تسمى عملية التلقيح بقفز ويمكن أن يقوم بها أي شخص قادر جسديا على تسلق شجرة النخيل. في كل فتحة من الزهور الأنثوية يتم وضع حوالي 8-15 عبوة بين السنيبلات التي تحمل الثمار. تنتج نخلة أنثى بالغة حوالي 15 إلى 25 مريشة، كل منها يحتوي على 150 إلى 200 من السنيبلات التي تحمل التاريخ.

## مراحل النمو
يجب أن تمر التمور على خمس مراحل من النمو قبل أن تتطور إلى ثمار ناضجة يتم حصادها في أغسطس وسبتمبر:
1. تميم: خلال الـ 15 يومًا الأولى حتى شهر واحد، لن تنفع الثمار الناشئة.
2. دفيق: إنها مرحلة يكون فيها التمر اخضر تدوم لمدة شهرين ونصف ولا تزال التمرة مرة المذاق. اعتمادًا على التنوع، تسقط نسبة معينة من الثمار قبل الأوان. يتم تغذية هذه التمور الخضراء للمواشي.
3. عيفنونة: تستمر هذه الفترة بين 10 و 15 يومًا تكتسب خلالها الثمار حلاوتها. ويبدأ الأطفال بتناول الفواكه التي على وشك السقوط.
4. صفوري: خلال الشهر التالي لا تسقط التمور الناضجة بسهولة. يمكن بالفعل حصاد بعض أصناف التمور.
5. أم رأس: تسمى هذه المرحلة النهائية من النضج أيضا رطب. تتحول الثمار إلى اللون البني من نهايتها نحو النبتة. لم يقطع المناصير أبدًا مجموعة الفاكهة الكاملة المسماة شخلوب (بالعامية السودانية) ولكن فقط السنيبلات الفردية نتيجة ترقق العناقيد والسماح للفاكهة المتبقية لزيادة الحجم.

## الحصاد
بمجرد زرع شجرة التمر بنجاح، فإنها تشكل نباتًا اقتصاديًا يعود بمردود سنوي جيد مقابل القليل من العمالة. تنتج شجرة التمر الناضجة المزودة بالمياه الكافية والأسمدة الطبيعية (زبالة) ما بين كيسين وثلاث أكياس (شوال) كل منها حوالي 75 كيلوغرام (1 شوال = 15 رباع = 123.75 لتر. يعتمد المبلغ المحدد بقوة على تنوع التاريخ، وظروف النمو المحددة وعمر شجرة النخيل. تم مسح للمنطقة في عام 1995 أن متوسط ملكية 26 شجرة من التمر لكل أسرة ينتج حوالي 900 كيلوجرام سنويا.
تقليديا يتم تخزين الحصاد في الجرة المائية القديمة (زير) المبطنة بشكل تحضيري بالرماد. طبقة أخرى من الرماد في الأعلى تغلقها وتحمي الثمار من اليرقات (السوس)، (قارن. الثقافة المادية للمناصير).

## الثقافة والتقاليد الاسرية
تمتلك كل أسرة زراعية في دار المناصير أو على الأقل تشترك في عدد من أشجار التمر. هم مصدر قابل للتطبيق للدخل والتغذية.
النخيل ونخيل الدوم ليسا مهمين فقط بسبب ثمارهما الصالحة للأكل. تشكل المنتجات الثانوية لهذه الأشجار المواد الخام الأساسية للأدوات والحرف اليدوية المنتجة محليًا (را. الثقافة المادية للمناصير).
وبالإضافة إلى ذلك، يتم استخدام نوى التمر ودافق كعلف. يوصى بتحسين طعم اللحوم والألبان في الماشية. يتم سحق البذور على أحجار الطحن السفلية (طاحونة - المستخدمة أصلاً لطحن الدقيق). يباع الفائض في السوق المحلي الأسبوعي سوق سلامات وهو أغلى أنواع الأعلاف.
تشكل أشجار التمر أيضًا مصدرًا ثابتًا للفخر والانتماء. تنعكس العلاقة الخاصة بين المناصير وأشجار النخيل في التقاليد والأقوال المحلية:
عند زرع جلسة تصوير جديدة، تكون العملية مصحوبة باستدعاء تقليدي؛ يتبع بسم الله جملة «القصد (نية) أبيض والتربة (طين) سوداء. ثمار هذه الشجرة تُقدَّم مجانًا (صدقة) للمتسول، تُقدَّم مجانًا للسارق». أي أن الشجرة يجب أن تقدم الصدقات باسم الله لمن يحتاجها، وبالتالي يجب أن تكون تحت حمايته.
وقد سجل صالح مقولة مماثلة في بيرتي: «تم زرعها للجياع مروراً بالضيوف وحواجز الطريق واللصوص والباحثين عن حسن النية والأعداء والأصدقاء». يلفت المؤلف كذلك الانتباه إلى العرف الذي يسمح للجميع في دار المناصير بجمع ثمار التمر للاستهلاك الفوري. هذه العادة، التي تنطبق عادة فقط على التواريخ التي سقطت على الأرض وبالنسبة للنساء والأطفال، تختلف عن القانون الوطني الإسلامي والتشريع في هذا الشأن.

## القيمة النقدية والتعويض
العوامل الاقتصادية والثقافية والاجتماعية المذكورة تؤدي إلى عدم إمكانية تصور عملي لبيع أشجار النخيل كأصول حقيقية بين المناصير. الوضع في العشرينات من القرن الماضي، كما وصفه ليتش (1919) بالكلمات التالية لا يزال صحيحا اليوم. 
 «... إن الرجل المحتاج إلى المال، لكن عدم كراهي فكرة الانفصال عن ممتلكاته كلها قد يبيع نصف شجرة. ومع ذلك، كان هذا حدثًا نادرًا جدًا، ولم يتم اللجوء إليه إلا في بعض الأحيان في حالات الكرب الحقيقي وفقط في أفقر جزء من المقاطعة. في الظروف العادية، كان من العار بيع أراض أو أشجار التمر». 
 نقلاً عن المنصوري عبد الله أحمد الحسن أبو قرون (عبد الله أحمد الحسن أبو قرون) عام 2005: 
 «لقد رأيت تقريبا كل من دار المناصير وأنا أعلم أن حدائق كاملة تباع في بلد الشايقية [البلد] والرباطب. لكني لا أعرف أكثر من حالتين عندما قام أحد المنصوري ببيع أشجار النخيل الخاصة به. وفي كلتا الحالتين قاموا ببيع شجرة أو شجرتين أو ثلاث فقط تتفاعل في حالة الطوارئ. عادة، في مثل هذه الحالات من الصعوبات المالية، سيطلب الناس من الشخص التحلي بالصبر حتى يتمكنوا بشكل جماعي من الحصول على الأموال اللازمة. هذا هو السبب في أنه لا يمكنك وضع سعر على شجرة النخيل؛ لن تتمكن من بيعه. أشجار التمر ليس لها سعر! تعتبر أشجارك ونسلك واحدة (التمر دي وجناك واحيد)». 
 هذا الموقف من المناصير ينعكس في ممارسة التجار المحليين في إصدار القروض للفلاحين مقابل الحصاد المتوقع لأشجار معينة.

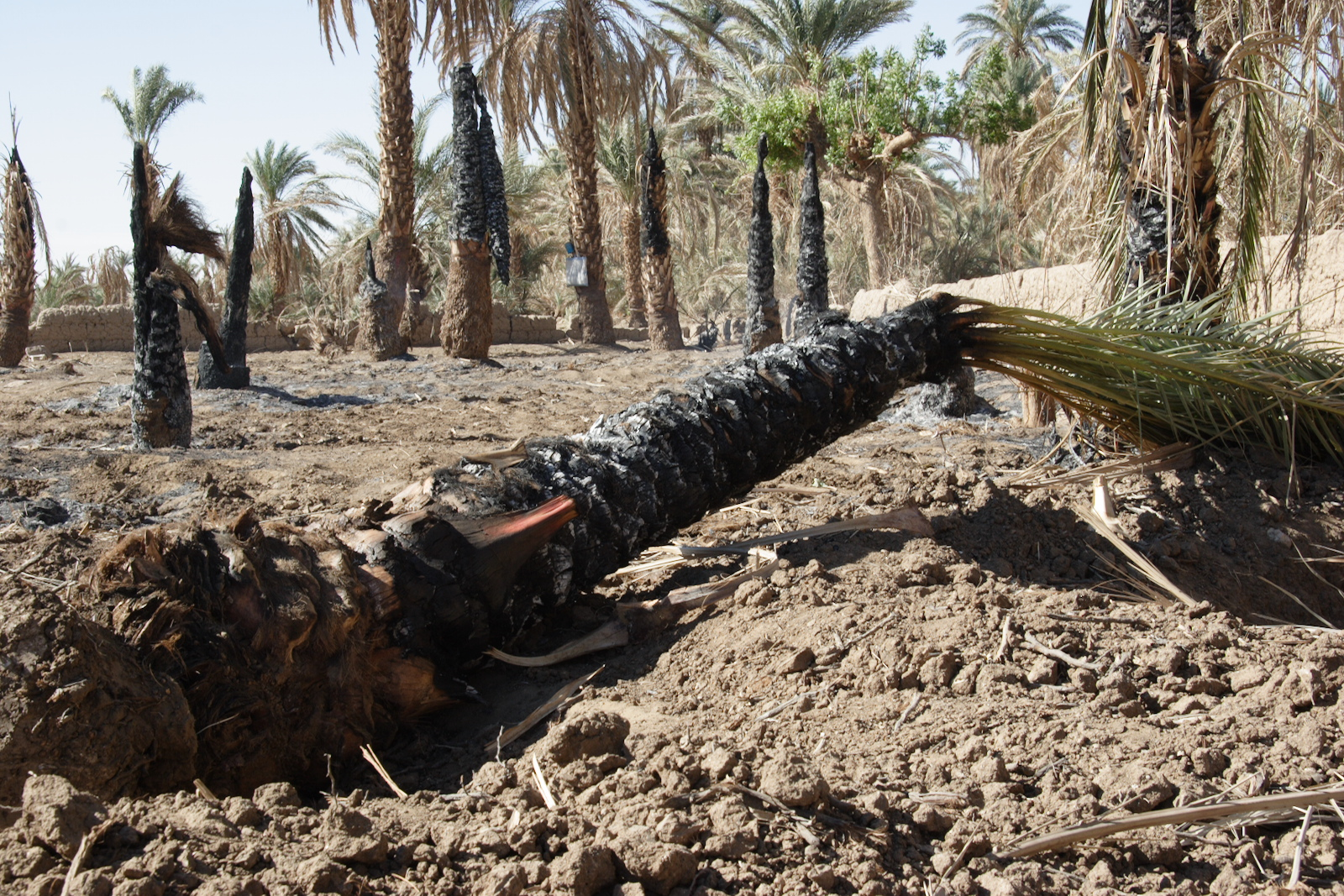
نخيل معوض وقرية مدمرة

بالنسبة لمعظم المناصير، فإنه من غير المتصور الحصول على تعويض نقدي مقابل أشجار النخيل التي ستغمرها قراهم والأراضي الزراعية الأخرى نتيجة تشييد سد حمداب العالي (مشروع مروي متعدد الأغراض المائية). وبحسب الحكيم (1993: 6)، ستفقد حوالي 675 ألف شجرة تمر منتجة خلال إغراق بحيرة الخزان. نشرة المعلومات الصادرة عن لجنة المناصير تتحدث عن 250.000 شجرة منتجة و 300.000 من أشجار التمر المثمرة أو غير المثمرة في عام 2003 (تقدير النخيل المثمر في عام 2003 م = 250.000 نخلة تقريبا وتقدير النخيل الغير مثمر في عام 2003 م = 300.000 نخلة تقريبا).
في ربيع 2005، لم يكن هناك حتى الآن أي معلومات موثوقة، وبالتالي هناك الكثير من الارتباك بين السكان المحليين بشأن مسألة أشجار النخيل (اعتمادًا على حالة الأرض وعمر الأشجار ومبلغ الضرائب المدفوعة سابقًا) التي سيتم تعويضها في النهاية وكم.سعرها بصرف النظر عن التعويض النقدي، من المفترض أن يتم تعويض كل 120 شجرة من التمر على ملكية خاصة بفدان واحد (4200 متر مربع) من الأرض في مناطق الانتقال الجديدة.
نظرًا لأن الفلاحين المحليين لا يزالون غير واضحين بشأن المستوى الفعلي لبحيرة الخزان وعواقبه على نظام مياه النيل وضفاف البحيرة الاصطناعية، فإن العديد من الناس يعذون الأمل في أن يتمكنوا من مواصلة العيش وزراعة وطنهم. ونتيجة لذلك، قبل أشهر فقط من إعادة التوطين القسري، يتم زرع براعم جديدة من أشجار التمر في مناطق أعلى ويتم ريها بجهد كبير.
حتى في حالة الحصول على تعويض نقدي معقول، فإن فقدان أشجار التمر سيشكل مشقة خاصة بالنسبة لكبار المناصير الأكبر سنا الذين يزرعون هذه الأشجار بشكل شاق ليتمكنوا من العيش من حصادهم في شيخوختهم عندما لا يستطيعون العمل في الزراعة بعد الآن.

## أصناف التمور
تشتهر المناصير في جميع أنحاء السودان بزراعة مجموعة واسعة من أصناف نخيل التمر. تميل أي أسرة زراعية صغيرة إلى نمو مجموعة متنوعة من التمور لتكون أقل عرضة للتغيرات السنوية في أسعار السوق والأمراض التي تؤثر على أنواع محددة فقط.
الناس فخورون للغاية بمذاقهم وحلاوتهم وتغذيتهم للتمور ويعتقدون أن مصدرها هو أرضهم الصخرية التي تحتوي على معادن خاصة. تقارن تمور دار المناصير جيدة مع تمور مناطق أخرى في السودان، على الرغم من أن التقارير السابقة تؤهلها على أنها ذات جودة رديئة ولا تجلب سعر السوق من ثمار (حلفا) القديمة ودنقلا
أصناف التمور ومتوسط سعر الجملة خلال موسم الحصاد 2004
(دينار سوداني لكل كيس شوال، شوال - حوالي 75   كلغ؛ 1 شوال = 15 فرك (ربع) = 123.75 لتر:
| ود لقائي  | (ود لقاي)  | SDG 60    |
| ود الخطيب | (ود ختيب)  | SDG 50    |
| البركاوي  | (بركاوي)   | SDG 75-80 |
| عابد رحيم | (عبد رحيم) | SDG 75-80 |
| بر        | (بور)      | SDG 60    |
| Bireir    | (برير)     | SDG 60    |
| قنديل     | (قنديل)    | SDG 75-80 |
| بت طموحة  | (بت تموضة) | SDG 65    |
| غاو       | (جاو)      | SDG 45-50 |

(تم الإبلاغ عن الأسعار من قبل الطيب بابكر أحمد محمد من (الطيّب بابكر أحمد محمّد من مديمر)، مقيم محلي درس الزراعة لمدة 4 سنوات ونصف في حلفا الجديدة.)

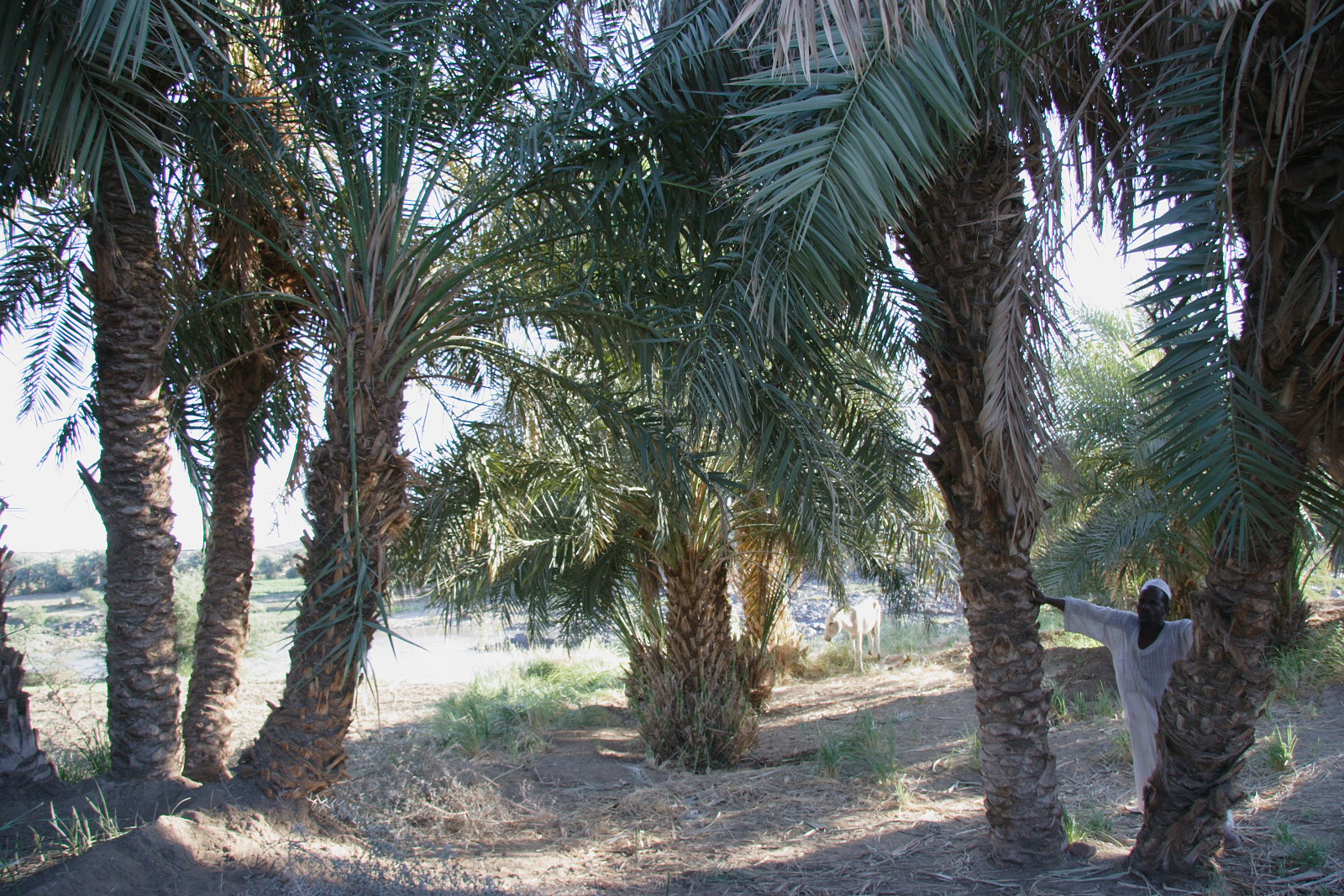
نخلة ود لقاي.

### المشرق
التمر المشرقي هو التنوع الأكثر شيوعًا والاعز في دار المناصير. يتم تمييز نوعين؛ ود لقاي و ود الخطيب الأكثر شيوعًا، والذي كان يُطلق عليه سابقًا أم لقاي وأم خطيب. كلا النوعين غير نوبيين وينشأن في المنطقة. تحتاج أشجار المشيرق إلى ري أكثر من أشجار النخيل الأخرى.

### ود لقاي
تم العثور على نوع ود لقاي في الغالب في نهاية المنبع من دار المناصير وفي منطقة رباطب المجاورة حول أبو حامد. وبحسب يوسف (1995: 274)، فإن اسمها الكامل هو المشرق وليد لقاي الذي سيترجم حرفياً «شرق ابن لقاي». يذكر المؤلف أيضا أن هذا التنوع وقد عرض ابن لشخص يدعى Laqai الذي تم استيراده من الحجاز في المملكة العربية السعودية حيث تسمى مواعيد السكري. يبدو أن وادي لقاي قد تم إدخاله إلى السودان على مقربة من جزيرة المقرات.
يعتبر ود لقاي واحدة من أفضل ثمار التمر في السودان بنعومة لا مثيل لها وطعم طازج. لا يزال بعض المناصير الأكبر سنا يفضلون شرب الشاي مع حفنة من التمور ود لقاي كبديل للسكر التقليدي. يجب ترك التمور لتجف على الشجرة، بسبب الصعوبات في إزالة الثمار الناضجة دون التسبب في التمر المجاور من نفس المجموعة شخلوب لتسقط قبل الأوان. ميزة أخرى من نوع ود لقاي هي أن ثمارها لا ينبغي تلقح قبل الوصول إلى مرحلة الخضراء (دفيق) كما أنها تعتبر أكثر حساسية وبالتالي يصعب حصادها. إذا تم اختيار التمر الطازج فإن الآخرين في المجموعة يتحولون بسهولة إلى (كرمش)
تكون الثمار لينة في الاتساق ويمكن ضغطها لتشكيل كعكة تسمى (عجوة). عينات الفاكهة المأخوذة من العتمانين في جزيرة شيري (العطمانين في شري)، قصيرة (حوالي 3 سم)، مدمجة (عرض حوالي 1.5 سم) ومحمرة اللون. وفقًا لـ Yusif (1995: 274)، يمكن أن تصبح ثمار ود لقاي مستطيلة نوعًا ما لتصل إلى امتداد إصبع السبابة.
أوراق النخيل ود لقاي واسعة وكاسحة. شكل الشجرة مشابه لصنف قنديل.

### ود الخطيب(ود ختيب)
ود الخطيب هو نوع من أشجار نخيل المشرق تتكيف بشكل أفضل مع التربة الصخرية الضحلة في منطقة الشلال الرابع. يذكر يوسف (1995: 274) أن ود الخطيب قدم من المملكة العربية السعودية من قبل رجل من الحجاز يدعى بشير بن خطيب (بشير بن خطيب)، من نسل الإمام الشافعي (رجل من الشوفعة). ود الخطيب هو أكثر أنواع أشجار التمر شيوعًا في دار المناصير وبلد الرباطاب المجاورة.
عادة ما تكون جودة تمور ود الخطيب أدنى من تمور ود لقاي. يوصى بتلقيح أشجار ود الخطيب قبل نوع ود لقاي. يستخدم جزء من حصادهم لإنتاج الكحول التقليدية المحلية.
عينات الفاكهة من منطقة صلحة في جزيرة شرري (صلحة في شرري)، هي أقصر وتبدو أقل احمرارًا في اللون من ثمار ود لاقي. يتم ربط نبتة ثمارها بشكل أقوى مع سنيبلات مجموعة الفاكهة.
يختلف مظهر نخيل ود الخطيب عن نوع المشرق الآخر بشكل رئيسي من خلال وجود أوراق أوسع قليلاً.

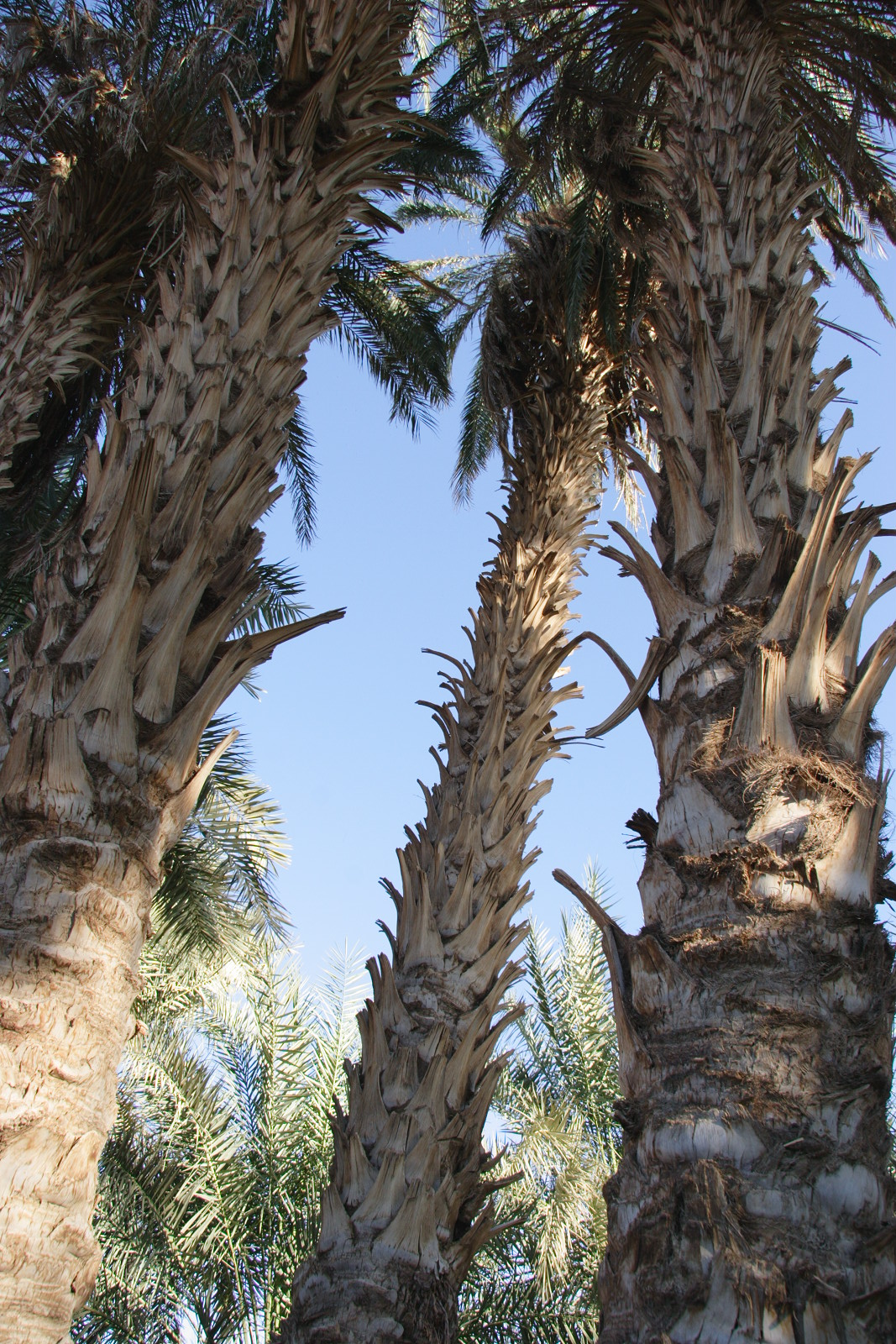
جذوع أشجار نخيل البركاوي الشاهقة.

### البركاوي
يعتبر التمر البركاوي في الوقت الحاضر من قبل العديد من المناصير أكثر أنواع التمور ربحية.
تزرع أشجار البركاوي بشكل متزايد على الأرض السقاية، المخصصة تقليديا للمحاصيل المروية موسميا. يُطلب البركاوي بشدة في السوق الوطنية، ووفقًا لـ Yusif (1995: 274) يتم تصديرها إلى مصر حيث يشار إليها أيضًا باسم ابريمي وسكوتي البركاوي ليس من بين أشجار النخيل الأكثر شيوعًا في دار المناصير، لكن عددها يزداد بشكل كبير في اتجاه المصب وفي منطقة الشايقية المجاورة مع مركز زراعة في منطقة كريمة. يوسف (1995: 274) يذكر أيضا أن مواعيد البركاوي أدخلت من المحس والشايقية البلد من خلال دار المناصير للرباطاب البلد في بداية القرن 20.
إن عينات الفاكهة، من صلحة في جزيرة شرري (صلحة في شرري)، ممدودة، ونسبها بطول حوالي 5 سم وعرض 1.5 سم أطول بقليل من متوسط تنوع عابد رحيم. يتغير لونها البني المحمر العميق من مركز الثمار نحو منطقة النباتات إلى لون أصفر فاتح.
نخيل البركاوي من بين أصناف أشجار النخيل في دار المناصير.
صنف عبيد رحيم، على ان البركاوي مفضل في شرق السودان. ويقال أن هذه التمورتسبب انتفاخ البطن عند استهلاكها بكميات كبيرة.
عينات الفاكهة، من صلحة في جزيرة شرري، يمكن تمييزها عن نوع البركاوي المتشابه من خلال كونها أطول (حوالي 6 سم)، وأرق (1-1.5 سم) وأخف وزناً. يختلف لونها من الأصفر الفاتح إلى البني المحمر.
أشجار عابد رحيم طويلة وتنتج أكبر كمية من المحصول مقارنة بأصناف أخرى في دار المناصير. شكل الكف محصور إلى حد ما، مع أوراقه أكثر استقامة.

### بور
يوجد الصنف بر فقط في منطقة الشلال الرابع. بر أشجار النخيل، جنبا إلى جنب مع أصناف برير وقنديلا هي فقط تنتج كمية محدودة من الحصاد لأن حصة جيدة من ثمارهم وتسقط الأشجار قبل الأوان خلال المراحل المبكرة من النمو. نظرًا لهذه الخاصية غير المواتية، يظل عدد أشجار البر المزروعة محدودًا.
يمكن تمييز تواريخ البر بسهولة عن أنواع التمور الأخرى من خلال لونها الأسود تقريبًا. تبدو عينات الفاكهة، من صلحة في جزيرة شرري متناسبة بشكل جيد، حوالي 4 سم وطويل. تمور بر يمكن أن تؤكل على حد سواء الطازجة والجافة، ولكن ينبغي أن تستهلك بكميات قليلة.
النخيل بر هي من بين أشجار النخيل أطول في دار المناصير.

### برير
أشجار برير، على حد سواء أصناف المشرق وبر هي من أصل غير النوبي. أشاد بثمارها لجودتها، واللحم يغلق بثبات على البذور وبالتالي يبقى طريًا وعصيرًا لفترة طويلة. يُعزى مذاقها إلى أنها «ساخنة» أي أنها حلوة ولذيذة للغاية. يقتبس يوسف (1995: 277) مقالًا محليًا من منطقة الرباطاب المجاورة، حيث تعاني الطيور التي تتغذى كثيرًا على التمور من صنف بيرير من معدة جافة، مما يؤدي في النهاية إلى سقوطها ميتًا من السماء. تمور برير مثل تمور ودلقاي يمكن بيعها كعجوة. تُستخدم تمور بيرير أيضًا بشكل تقليدي لإنتاج النبيذ المحلي (الخمور البلدية).
يوسف (1995: 279) تميز أربعة أصناف من نوع برير في منطقة الرباطاب المجاورة.
- المديني مشابه للمشرق والأم لنوع بر تمود
- برني يزعم أنه قدم من المدينة المنورة (المملكة العربية السعودية) من قبل الشيخ محمّد بن الجزولي
- الكلّمة، مشابه لنوع القنديلا ولكنها أكثر دائرية وأكبر في الحجم،
- دهول تشبه عن قرب نوع بر.

نخيل برير من بين أشجار النخيل الأطول في دار المناصير.

### القنديلا
تم إدخال مجموعة قنديل إلى دار المناصير من منطقتي المحاس وسوكوت شمال دنقلا خلال العقود الماضية. مثل أصناف بر وبرير، فإن إنتاجها في منطقة الشلال الرابع محدود بحقيقة أن حصة جيدة من ثمارها تقع قبل الأوان.
الفاكهة كبيرة، طعمها ليس حلوًا جدًا.

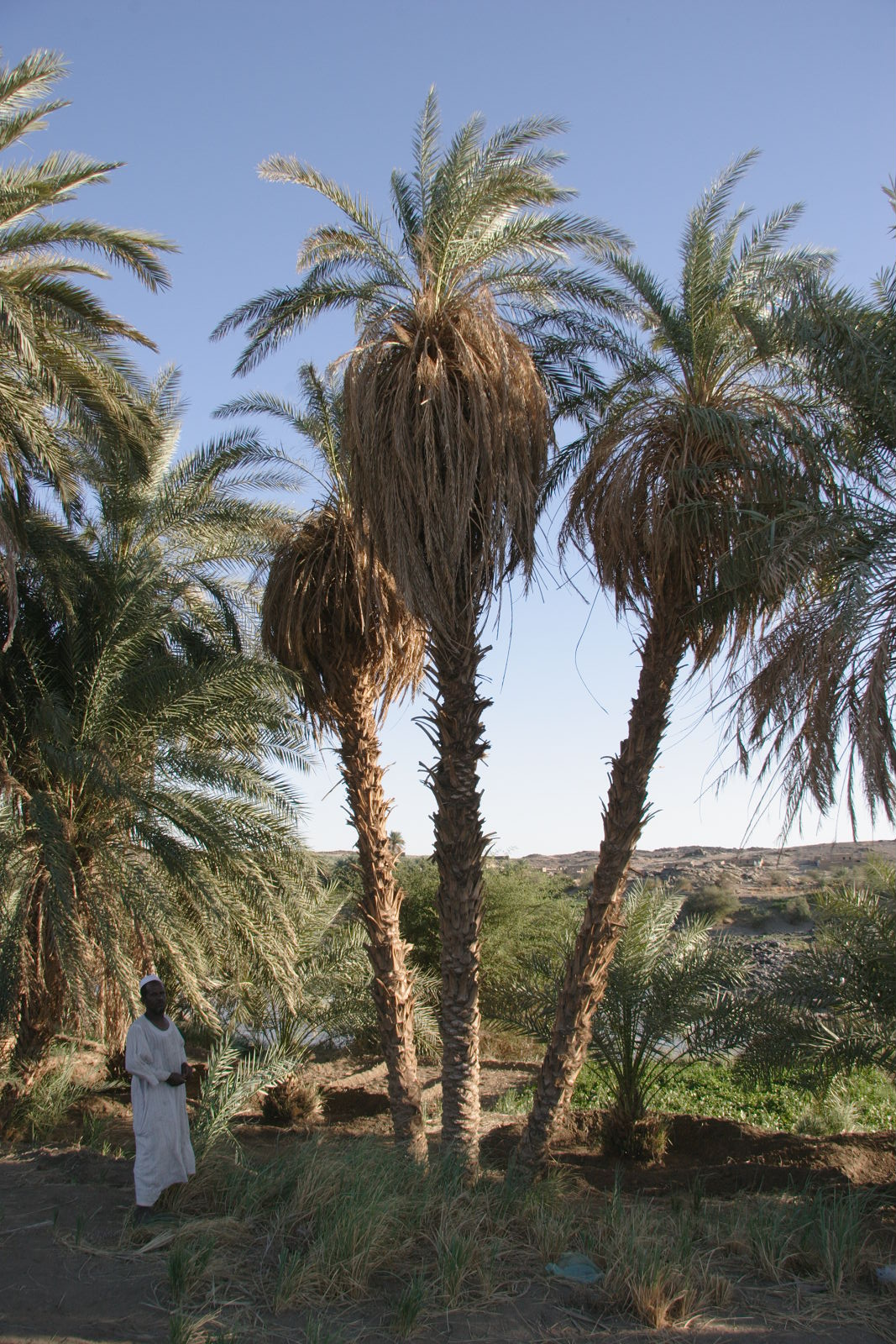
بت تموضه نخلة (بت تموضة).

### بت تموده
نادرًا ما توجد مجموعة بت تموده في دار المناصير، وقد تم إدخالها من منطقة المجس شمال دنقلا.

### تمرات محمد
وبدلاً من ذلك، تسمى تمارات محمد بدلاً من دقس وعكيش ومن بين الأصناف غير المألوفة في دار المناصير. من المعروف أن أشجارها تنتج كميات كبيرة من التمور.

### جاو
يمكن أن تنشأ تمور جاو من الأشجار المزروعة ذاتيًا أو أصناف التمور التي عادت إلى النوع إما من خلال محيط غير متعمد أو ثقافات غير لائقة أو نقص في المياه أو أسباب أخرى. يتم تغذية التمور جاو للماشية وبيعها في السوق بسعر منخفض.
تكون عينات الفاكهة صغيرة جدًا (يبلغ طولها حوالي 1.5 سم وعرضها 1 سم) وخفيفة. يختلف لونها من الأصفر الفاتح إلى الأحمر المصفر. غالبا ما تتكون الأشجار جاو من أجمة من يطلق النار من نفس الجذر الذي يسمى Bu'rah (بؤرة) أوحفرة.

### كرموش
أي نوع من أنواع التمر ليس له طعم وأصبح جافًا بينما لا يزال متصلًا بباقة الفاكهة يسمى كرموش.الكرموش يشبه الجاو في التعامل لانه يباع ويستحدم كعلف.

## الوجبات والمشروبات
فاكهة التمر مغذية وحلوة ويمكن تخزينها بسهولة طوال العام. يعتقد المناصير أن البشر يمكن أن يعيشوا لسنوات إذا كان لديهم ما يكفي من التمور والمياه. وبدلاً من ذلك، يطلق البدو المناصير على التمر الزاد النجيض بمعنى "الطعام الحقيقي" للسفر ".
يتم غسل التمور الجافة وترطيبها بالماء وتقديمها بين وجبتين يوميتين. تشكل ثمار التمر البديل التقليدي للسكر وتستهلك مع الشاي.
كما يستخدم مطبخ المناصير التمور للأطباق التالية:
- مديدة بلح يُسلق التمر حتى يصبح سميكًا ثم يُترك ليبرد. يمكن إضافة الزبدة في الأعلى.
- كراسه البلح هو طبق بسيط يتكون من الخبز الطازج التقليدي المسمى بالكوراه المغطى بقطع صغيرة من التمر. يمكن الاحتفاظ بها لبضعة أيام ويستخدمها البدو المناصير كخبز عرق للسفر.
- بربور هو النظام الغذائي التقليدي للنساء خلال الأيام الثلاثة الأولى بعد الولادة. لا يسمح بوجبات أخرى من أجل «خروج الدم». يتم غلي قطع التمور المجففة في الماء حتى تتناسق بين الحلوى والحساء.

خلال المهرجانات، يتم استهلاك المشروبات الكحولية المصنوعة من التمور بشكل تقليدي:
- شربوت هو نبيذ التمر الشائع. التمر ينقع في الماء ويتم تخميره في زير مغلق (الثقافة المادية للمناصير) من ثلاثة إلى خمسة عشر يومًا.
- نبيد: النابض أقوى من الشربوت. يتم تجفيف حفنة من حبوب الذرة الرفيعة التي وصلت للتو إلى مرحلة النبت في الشمس وتضاف إلى الشربوت كبديل للخميرة.
- البقنية هي بيرة تمر. يتم خلط بذور الذرة الرفيعة المجففة الصغيرة مع التمر وتوضع على البرش (هو فرشة مصنوعة من صفق النخيل) فيه ماء (را. الثقافة المادية للمناصير). بعد يومين، يجهد البرش ويبرد السائل الناتج في الزير. الشراب يعتبر حلال ويعطى للمسنين المرضى.[27]

## روابط خارجية
- ZAID، A. (ed.) (2002): زراعة نخيل التمر. ورقة الإنتاج والوقاية النباتية رقم 156، المراجعة 1، الصادرة عن منظمة الأغذية والزراعة
- الصفحة الرئيسية لدار المناصير